# Handschrift 16 B 8
Hs. 16 B 8 is een getijdenboek in het Middelnederlands uit de 15e eeuw. Het is verlucht door de Meesters van Zweder van Culemborg, een groep Utrechtse verluchters. Tegenwoordig wordt het handschrift bewaard in de Universiteitsbibliotheek Utrecht.

## Omschrijving
Het manuscript telt 193 perkamenten bladen (folia) van 13,2 bij 9,4 cm. De tekst van het getijdenboek is geschreven in het Middelnederlands in één kolom. Het hele handschrift is geschreven door één kopiist in een gotische littera textualis. De liniëring is gemaakt met bruine inkt. Het handschrift is gedateerd circa 1425-1430 en is gemaakt in of rond Utrecht. De banden zijn niet origineel maar uit het einde van de 15e of begin 16e eeuw. Deze banden bestaan uit kalfsleer over houten platten met ter versiering een blinde stempeling. De stempeling bestaat uit twee rechthoekige kaders van meerdere lijnen en daarbinnen meer zwierige stempeling met bladermotieven. Ook zitten er overblijfselen van twee gespen op de banden.

## Geschiedenis
In de 15e eeuw was het handschrift in bezit van de Regularissen S. Maria in Amsterdam van het klooster Sint-Mariënveld, ook wel 'De Oude Nonnen' genoemd. Dit staat op een eigendomsaantekening die voorin het manuscript is ingeplakt. In de 19e en 20e eeuw hoorde het handschrift tot de collectie van J.R. Callonbach. Daarna is het in 1990 aangekocht door de Universiteitsbibliotheek Utrecht op een veiling van Sotheby's.

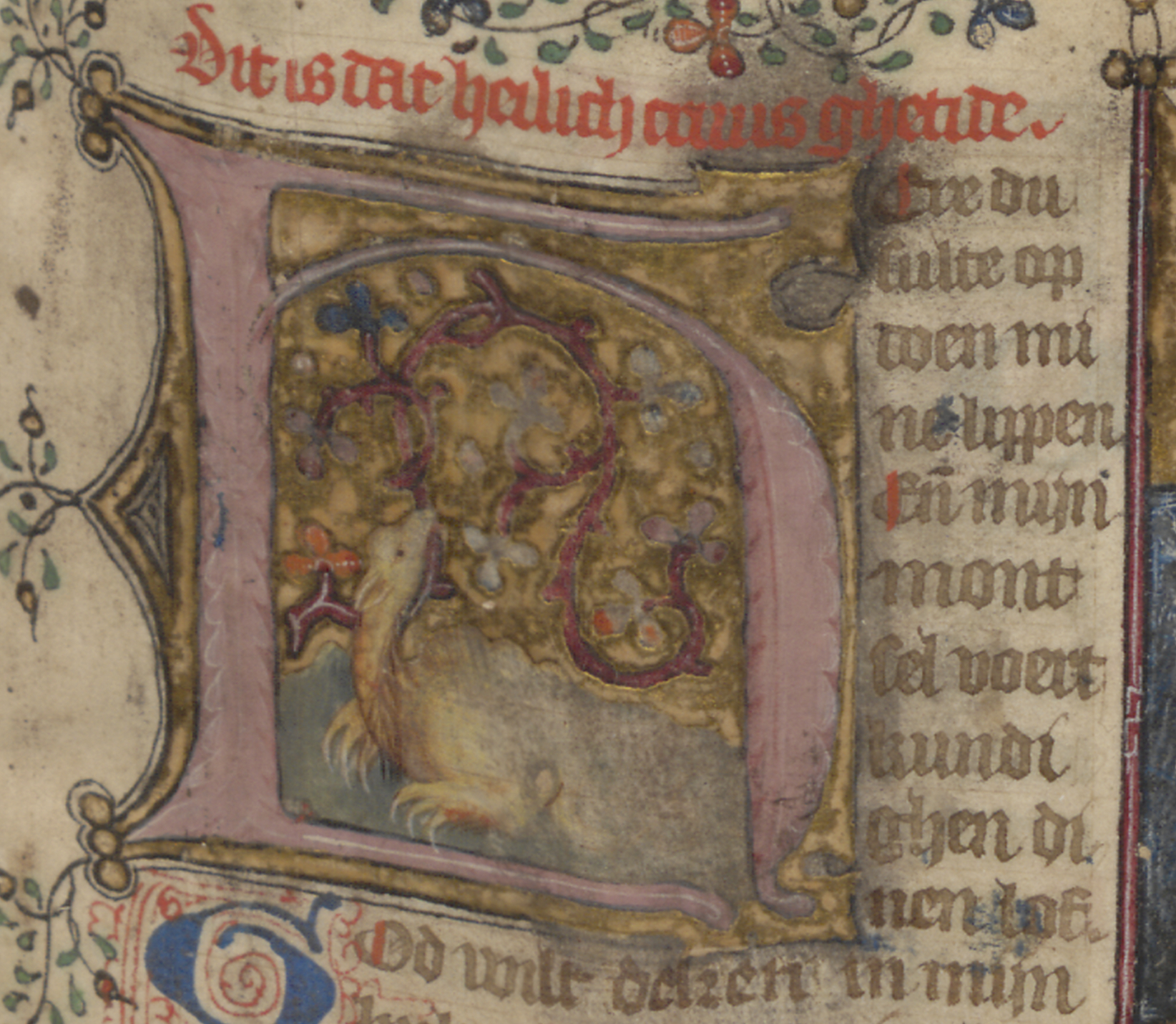
fol.92r. Utrechts draakje

## Inhoud
Hs. 16 B 8 bevat een kalender en diverse missen en gebeden. De kalender is opgesteld volgens Utrechts gebruik, dat wil zeggen dat de feestdagen van Utrechtse heiligen duidelijk staat aangegeven. De opgenomen missen en gebeden zijn een Middelnederlandse vertaling van de Latijnse teksten. Het handschrift bevat de Mariagetijden. Getijden van de Eeuwige Wijsheid, Getijden van het Heilige Kruis, Mis van de Heilige Geest, Mis van de Maagd, Mis van Allerzielen, Gebed op de Zeven woorden op het Kruis, gebeden aan Christus en voor aflaten, Boetepsalmen en litanie en het Dodenofficie.

## Decoratie

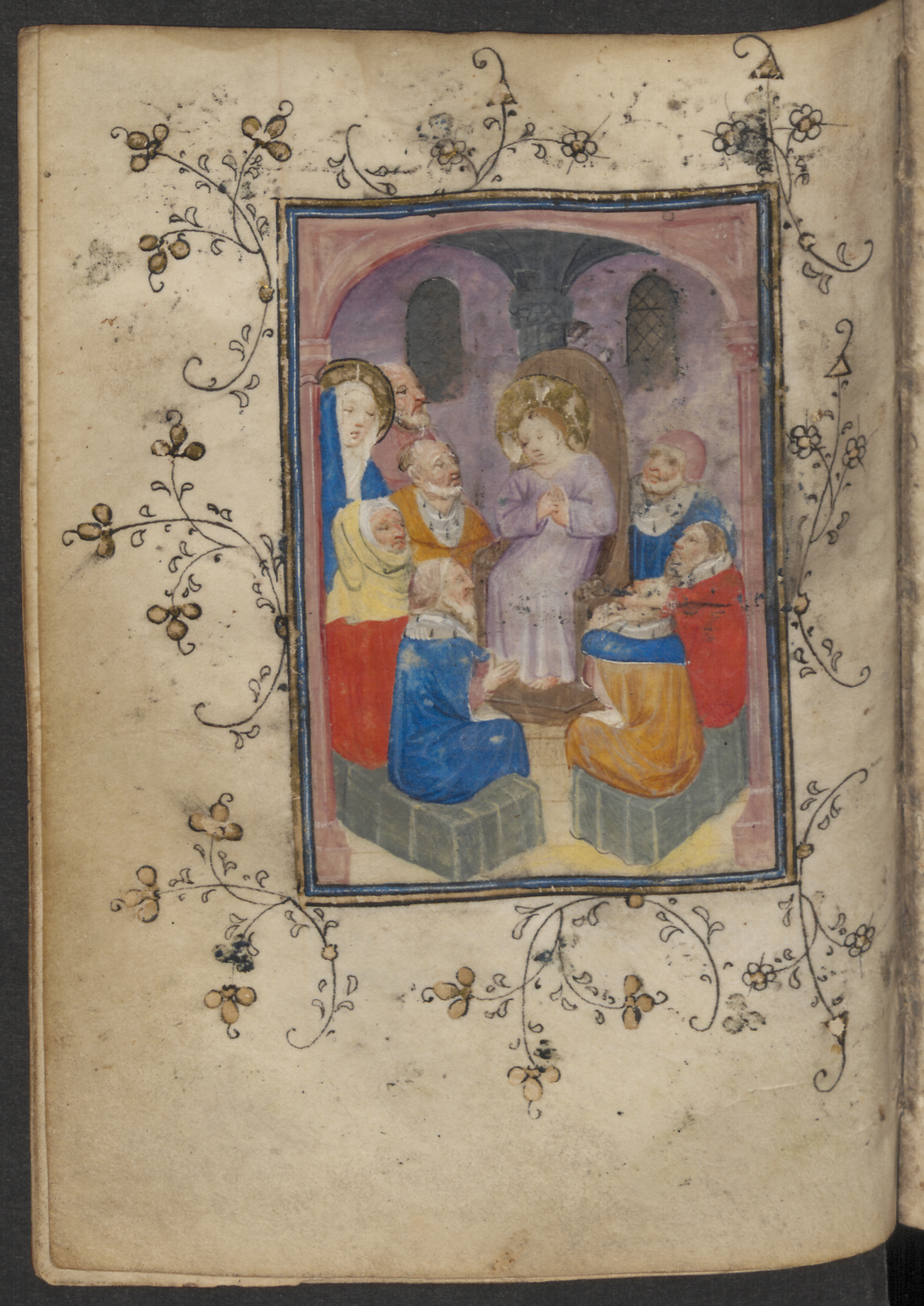
fol. 62v. Christus tussen de schriftgeleerden

Het getijdenboek bevat drie bladgrote miniaturen en drie gehistorieerde initialen, initialen met een voorstelling. Daarnaast zijn meerdere bladzijden versierd met randdecoratie. De drie grote miniaturen zijn afbeeldingen van de Annunciatie (fol. 13 verso), Christus tussen de schriftgeleerden (fol. 62v) en de Kruisiging (fol. 91 v).  Rond deze miniaturen staat een versiering van krullende bladranken met ongekleurde en gouden blaadjes en bloemetjes. De miniaturen zijn niet in goede staat, vooral de Kruisiging en de Annunciatie zijn erg beschadigd. De drie gehistorieerde initialen tonen een engel met de doornenkroon (fol. 14 recto), een draakje (fol. 92r) en de zweetdoek van Veronica (fol. 145r). Op deze bladzijden zijn de randen ook versierd met krullende bladranken en gouden, rode en blauwe blaadjes. Belangrijke tekstopeningen worden gemarkeerd door een gekleurde intitiaal met een balk in de marge en bladranken boven en onder de tekst (bijvoorbeeld op fol. 24r). Verder staan door de tekst veel initialen met penwerk in de marge. Dit penwerk sluit aan bij de stijl van een grotere groep handschriften die allemaal in de regio Utrecht gemaakt zijn.
De miniaturen en gehistorieerde initialen staan allemaal aan het begin van een nieuwe mis of groep gebeden. De Annunciatie en initiaal met de engel staan aan het begin van de Mariagetijden. De miniatuur van Christus tussen de schriftgeleerden opent de Getijden van de Eeuwige Wijsheid. Voor de Getijden van het Heilige kruis staat de afbeelding van e Kruisiging. De gehistorieerde initiaal van de zweetdoek van Veronica staat voor de Boetepsalmen en Litanie.